# Carlo Martino Carlone
Carlo Martino Carlone (Lanzo d’Intelvi, 1616 – Bécs, 1667. április 13.) lombard építész. 

## Élete
A Carlone művészcsaládjából származott. Két idősebb fivére, Domenico és Silvestro volt. Bécsi tartózkodására 1644-ből származik adat; de valószínűleg már korábban odament. Bécsben a császár özvegyének építésze volt. A cím Eleonóra, III. Ferdinánd császár feleségére utal. 
Carlone szorosan együttműködött Giovanni Battista Carlone nevű nagybátyjával, akinek halála után átvette irodáját, és feleségül vette özvegyét, Erzsébetet. 
Röviddel halála előtt, 1667-ben, immár özvegyként feleségül vette a matematikus Riolli lányát.

## Művei
- Kismartoni Esterházy-kastély: Charles Moreau-val

Ebben az épületben ő felelt a korábbi gótikus kastély barokk stílusúra alakításáért.
- A Servitenkirche (a Szűz Mária szolgái, vagyis a szervita rend temploma), Bécsben:

Ebben az esetben ő lehetett az építésvezető.
- Petronell-kastély :

Ezen a kastélyon Domenico Carlonéval dolgozott.
- Hofburg:

Domenico Carlonéval együtt építette a mai nevén Amalienburgot és a Leopoldin-szárnyat 1660–66-ban, amelyet 1668-ban tűz pusztított el.

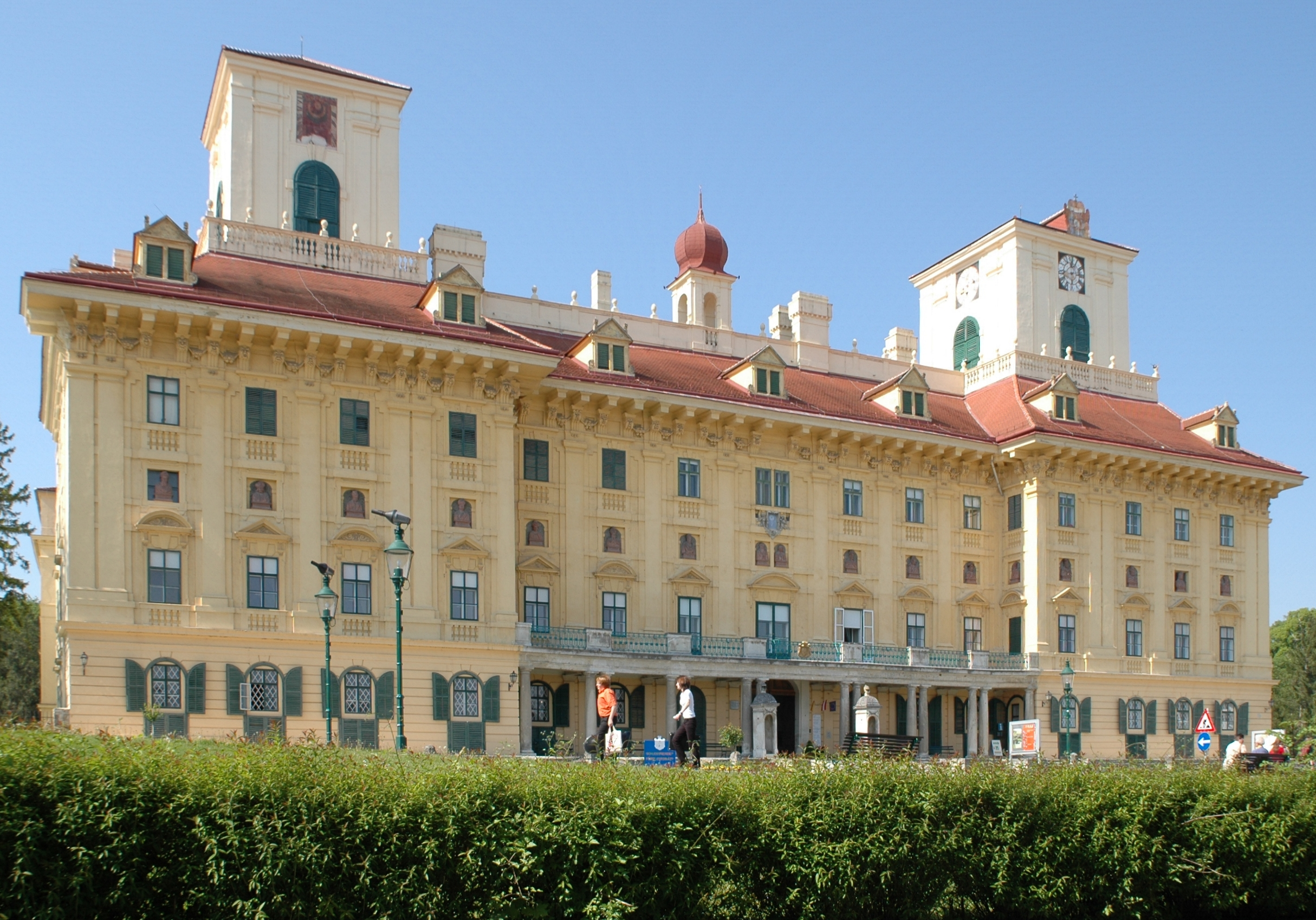
Esterházy-kastély (Kismarton)
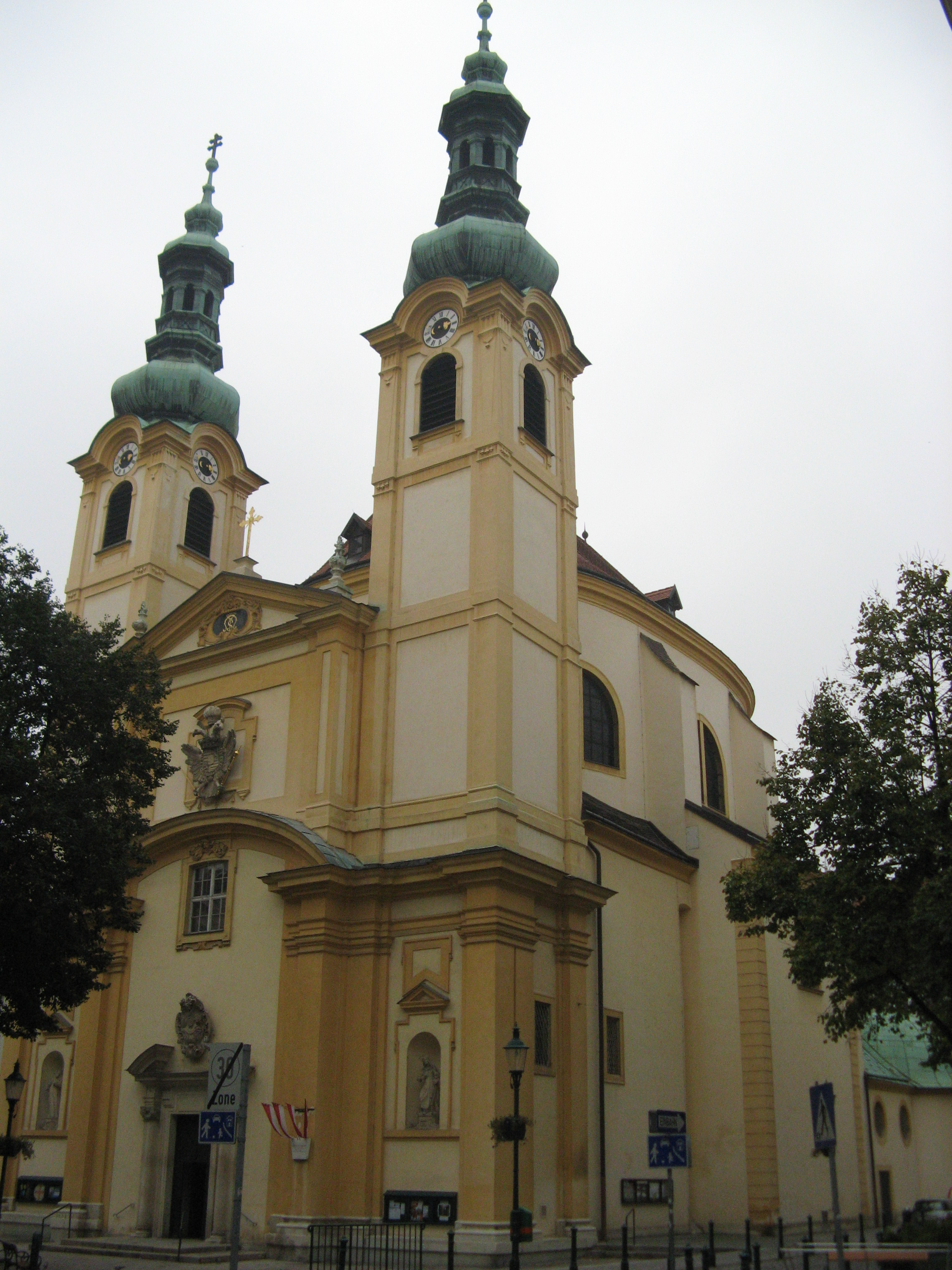
Szervita-templom Bécsben
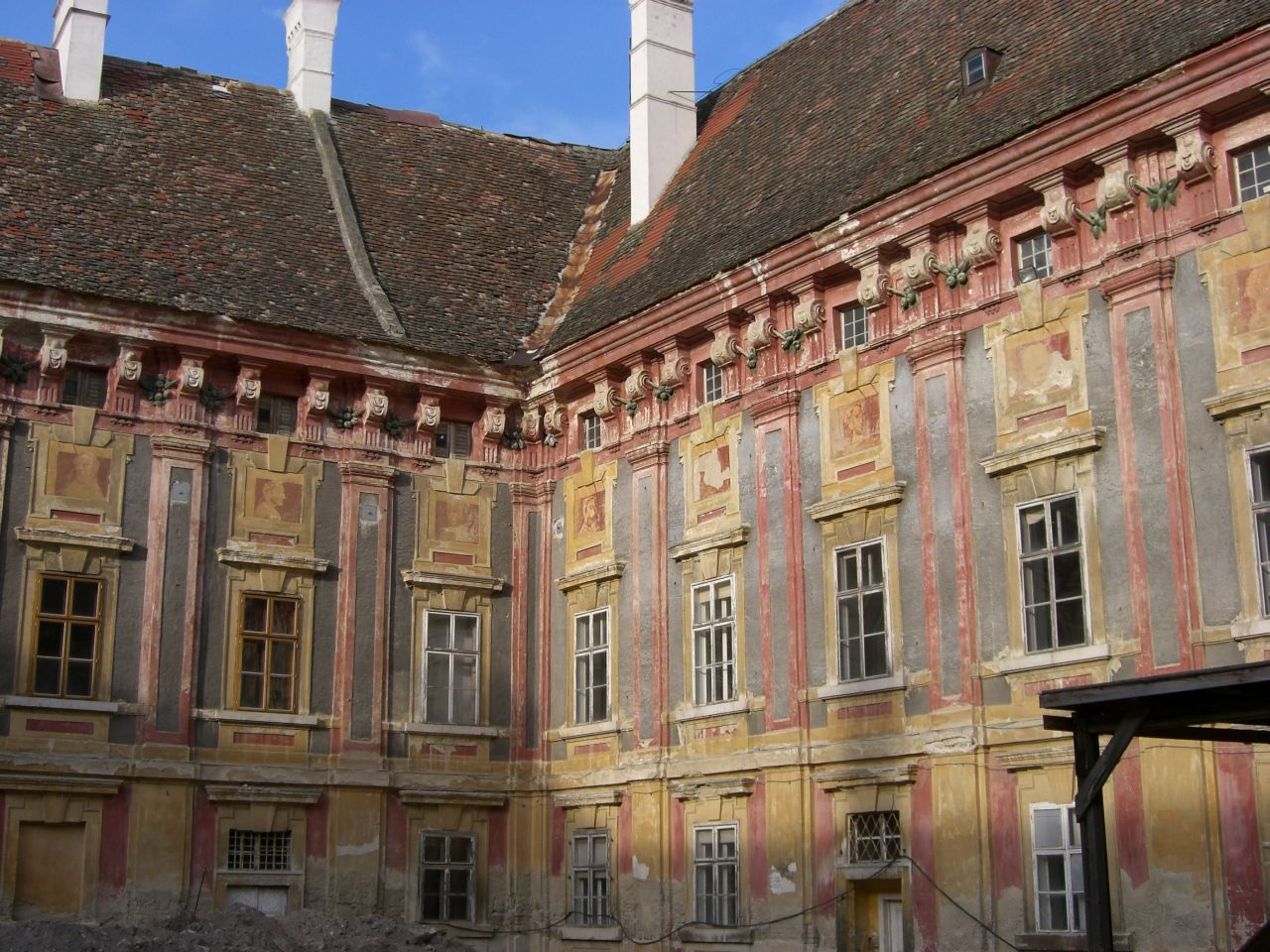
A Petronell-palota udvara
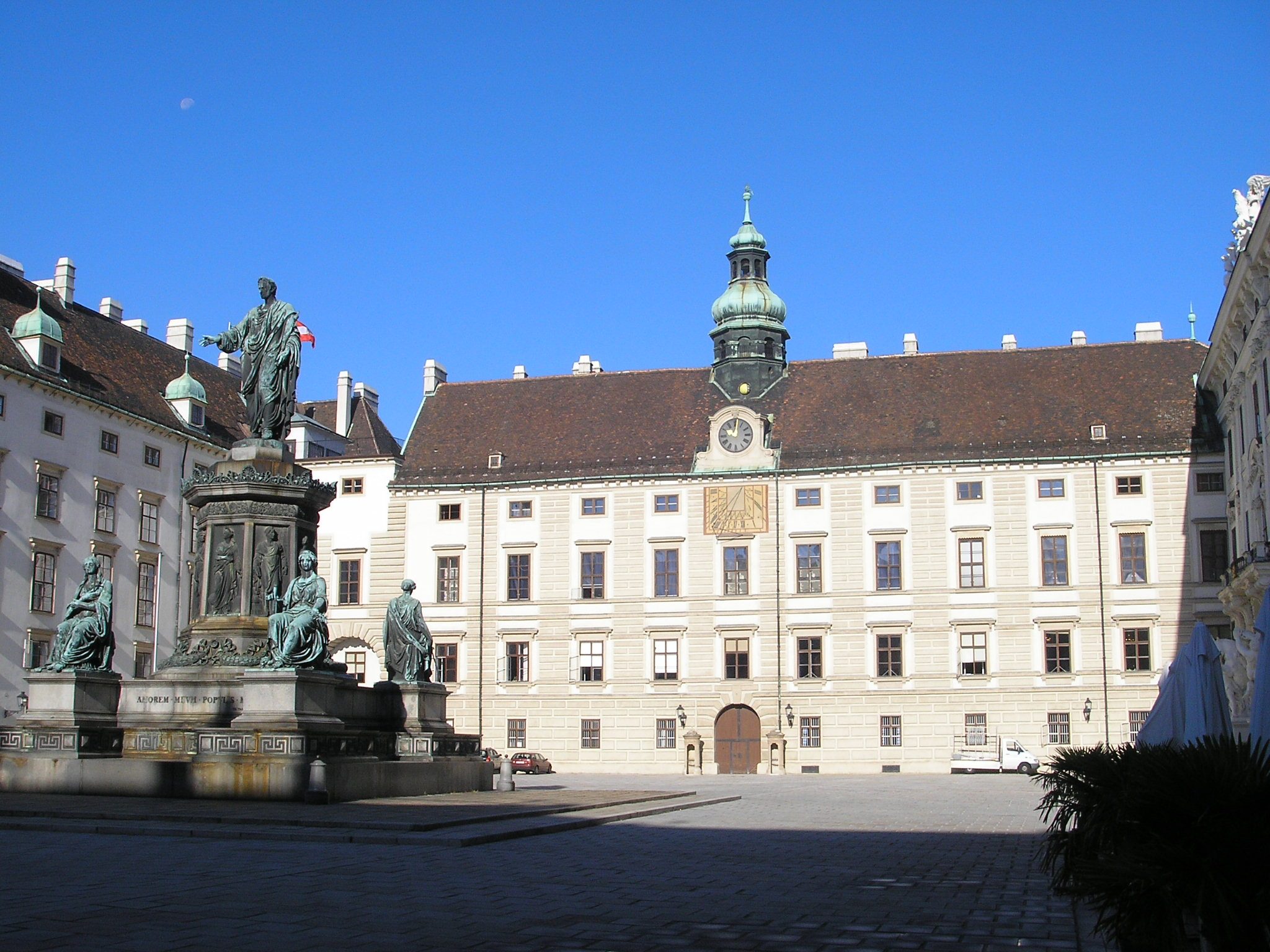
Amalienburg a bécsi Hofburgban

## Külső hivatkozások
- Eintrag über Carlo Martino Carlone auf Artisti Italiani in Austria, einem Projekt der Universität Innsbruck